# Steffen Driesen
Steffen Driesen (* 30. November 1981 in Meerbusch) ist ein ehemaliger deutscher Schwimmer.

## Werdegang
Seine Hauptlage ist das Rückenschwimmen. Driesen trainierte bei Henning Lambertz bei der SG Bayer Wuppertal/Uerdingen/Dormagen gemeinsam mit Sarah Poewe und Daniela Samulski. Im Jahr 2009 beendete er sein Studium an der FH Niederrhein mit dem Diplom in Wirtschaftsingenieurwesen und ist seitdem in der Energiewirtschaft tätig.

## Erfolge
- Neun Titel bei Deutschen Schwimmmeisterschaften seit 1999 (50, 100, 200 Meter Rücken)
- Finalteilnehmer über 100 Meter Rücken bei den Olympischen Spielen 2000 in Sydney (Rang 7)
- Silbermedaille bei den Weltmeisterschaften 2001 in Fukuoka mit der 4-mal-100-Meter-Lagenstaffel, Bronzemedaille über 100 Meter Rücken
- Silbermedaille bei den Kurzbahneuropameisterschaften 2003 über 200 Meter Rücken, Bronzemedaille über 100 Meter Rücken
- Silbermedaille bei den Olympischen Spielen 2004 in Athen mit der 4-mal-100-Meter-Lagenstaffel in Europarekordzeit, Siebter über 100 Meter Rücken

Für den Gewinn der Silbermedaille bei den Olympischen Spielen in Athen 2004 erhielt er am 16. März 2005 das Silberne Lorbeerblatt.

## Rekorde
| Deutsche Rekorde (1)                              | Deutsche Rekorde (1) | Deutsche Rekorde (1) | Deutsche Rekorde (1) |
| ------------------------------------------------- | -------------------- | -------------------- | -------------------- |
| 4 × 100 m Lagen (mit Kruppa, Rupprath und Conrad) | 03:33,62 min         | 21. August 2004      | Athen                |
| (Stand: 1. August 2008)                           |                      |                      |                      |